# Udo Voigt
Udo Voigt (Viersen, 14 april 1952 – 17 juli 2025) was een Duits politicus. Hij was van 1996 tot 2011 voorzitter van de extreemrechtse Nationaldemokratische Partei Deutschlands (NPD). vanaf 1 juli 2014 was hij lid van het Europees Parlement namens de NPD (NI).

## Biografie
Voigt werd op 14 april 1952 geboren als zoon van een voormalig lid van de Sturmabteilung. Reeds op 16-jarige leeftijd werd hij lid van de Nationaldemokratische Partei Deutschlands (NPD). Na het Abitur volgde hij een driejarige opleiding luchtvaarttechniek. In 1972 begon hij aan zijn dienstplicht bij de Luftwaffe, waar hij onder meer een tweejarige officiersopleiding volgde. Hij behaalde rang van kapitein maar mocht vanwege zijn actieve NPD-lidmaatschap geen carrière maken als officier. In 1984 eindigde zijn dienst bij de Luftwaffe en werd hij lid van het partijbestuur van de NPD. Twaalf jaar later werd hij verkozen tot voorzitter, welke functie hij tot 2011 zou vervullen.
Voigt was lijsttrekker van de NPD bij de Europese Parlementsverkiezingen van 2014 en pleitte in de campagne onder andere voor een blank Europa.
Voor de Europese Parlementsverkiezingen gold oorspronkelijk een kiesdrempel van 3%, maar de NPD had hierover in 2013 een klacht ingediend bij het Bundesverfassungsgericht, dat op 26 februari 2014 besloot dat de beperking in het licht van het beginsel van electorale gelijkheid en gelijke kansen voor alle politieke partijen niet gerechtvaardigd was. De NPD behaalde 1% van de stemmen, goed voor één zetel, die zou worden ingenomen door Voigt. Hij heeft zich niet bij een fractie gevoegd en wordt dus gerekend tot de niet-fractiegebonden leden.
Voigt werd op 7 juli 2014 benoemd tot lid van de commissie burgerlijke vrijheden, justitie en binnenlandse zaken van het Europees Parlement. Dit tot woede van Joodse organisaties en parlementsvoorzitter Martin Schulz, die wezen op enkele controversiële uitspraken die Voigt in het verleden gedaan had. Zo had Voigt Adolf Hitler in een interview met de Junge Freiheit in 2004 een "großen deutschen Staatsmann" genoemd en werd hij in 2005 tot vier maanden voorwaardelijke celstraf veroordeeld wegens Volksverhetzung, nadat hij in 1998 de bezoekers van een campagnebijeenkomst had opgeroepen in gewapende opstand te komen tegen de Duitse staat. In 2007 werd tegen Voigt een strafvervolging gestart wegens het aanzetten tot rassendiscriminatie en het verheerlijken van het nationaalsocialisme, nadat hij had voorgesteld Hitlers secretaris Rudolf Hess postuum te nomineren voor de Nobelprijs voor de Vrede. Verder zou hij tegenover een groep Iraanse journalisten hebben beweerd dat "niet meer dan 340.000" Joden zouden zijn gestorven in de Holocaust, en werd hij in 2012 veroordeeld tot een geldboete en een voorwaardelijke gevangenisstraf wegens het verheerlijken van de acties van de Waffen-SS. Schulz zei dat er "geen plaats is voor racisten en antisemieten" in het Europees Parlement, en namens de Europese Conservatieven en Hervormers werd gezegd dat de fractie het betreurt dat Voigt überhaupt verkozen was. Een woordvoerder van Europa van Vrijheid en Directe Democratie noemde Voigts gedachtegoed "very worrying".